# ZeniMax Media
ZeniMax Media, Inc. — американская дочерняя компания Microsoft Gaming, специализирующаяся на распространении, маркетинге и разработке компьютерных игр.
ZeniMax основана в 1999 году и базируется в американском городе Роквилл, штат Мэриленд. ZeniMax известна прежде всего как владелец компаний Bethesda Softworks и id Software.

## История

### 1999—2007: Ранняя история, инвестиции SBS, инвестиции Providence
Компания ZeniMax была основана в 1999 году основателем Bethesda Softworks Кристофером Уивером (англ. Christopher Weaver) и Робертом Альтманом (1947—2021) (англ. Robert A. Altman). Он был создан как преемник Media Technology Limited, материнской компании Bethesda в то время.
Уивер пригласил Альтмана в качестве генерального директора, вложив свои акции в Bethesda Softworks, чтобы новая подставная компания под названием ZeniMax Media смогла получить финансирование. Первоначально Уивер занимал должность технического директора компании с 1999 по 2002 год, а затем перешел на неоперативную должность в 2002 году. В 2002 году Уивер подал иск против ZeniMax за нарушение контракта, утверждая, что ему причитается 1,2 миллиона долларов США в качестве выходного пособия. В конце концов дело было разрешено во внесудебном порядке. У Уивера больше не было повседневных обязанностей с ZeniMax.
В 2000 году SBS Broadcasting приобрела 12,5 % акций в рамках партнерства между двумя компаниями. Ее председатель и главный исполнительный директор Гарри Слоан стал членом совета директоров ZeniMax за год до этого. Слоан является одним из инвесторов-основателей и членом совета директоров компании. Среди других первоначальных членов правления были Les Moonves и Роберт Трамп. В 2000 году Терри МакОлифф, Джордж Митчелл, Дин Девлин и Джон Фельтхаймер присоединились к ZeniMax в качестве консультантов компании.
В июле 2004 года ZeniMax приобрела права на франчайз Fallout у компании Interplay Entertainment. Тодд Говард (англ. Todd Howard), дизайнер и продюсер Bethesda заявил, что «мы начали работу над Fallout 3 в конце 2004 года с несколькими людьми. До выхода Oblivion над игрой работало около 10 человек, однако сейчас (январь 2007) над игрой трудится почти весь штат сотрудников». Игра Fallout 3 вышла в октябре 2008 года.
1 августа 2007 года ZeniMax объявила о создании ZeniMax Online Studios, подразделения, возглавляемого Мэттом Фирором. В 2012 году компания объявила о разработке The Elder Scrolls Online и в конечном итоге выпустила её 4 апреля 2014 года.
30 октября 2007 года ZeniMax объявила, что европейская вещательная группа ProSiebenSat.1 Media активизирует свои отношения с ZeniMax. В декабре компания запустила SevenGames.com, международную версию своей немецкой игровой платформы, и работает с ZeniMax над разработкой онлайн-игр. ProSiebenSat.1 Media в то время владела 9 % акций ZeniMax через SBS Broadcasting, которую она приобрела в том же году. SBS Broadcasting ранее приобрела 12,5 % акций ZeniMax в октябре 2000 года в рамках партнерства между двумя компаниями на тот момент. Это включало дочернюю компанию ZeniMax e-Nexus Studios, разрабатывающую европейские развлекательные порталы и веб-сайты для SBS, а также другие соглашения о покупке акций между SBS и ZeniMax.
По состоянию на 2007 год Уивер владел 33 % акций компании. В 2007 году она была оценена в 1,2 миллиарда долларов, когда он привлек 300 миллионов долларов от Providence Equity Partners в обмен на 25 % акций.

### 2007—2016: Расширение
К октябрю 2007 года количество сотрудников ZeniMax выросло до 200.
24 июня 2009 года была анонсирована покупка крупнейшего и старейшего разработчика игр id Software компанией ZeniMax (подробности см. в id Software).
В августе 2010 года компанией была куплена Arkane Studios, вместе с американским офисом.
В 2010 году Providence инвестировала еще 150 миллионов долларов в приобретение нераскрытой доли. В мае 2016 года ZeniMax оценили в 2,5 миллиарда долларов.
К январю 2011 года в ZeniMax работало 400 человек.
В августе 2016 года Prosieben продала свою долю в ZeniMax за 30 миллионов евро.

### 2020 — настоящее время: Приобретение Microsoft
21 сентября 2020 года Microsoft объявила о покупке ZeniMax Media вместе со всеми её активами, включая издательство Bethesda Softworks, за 7,5 млрд $. Ожидается, что сделка по приобретению будет завершена во второй половине 2021 финансового года. Сделка обещает вернуть в шесть раз больше инвестиций Providence Equity в компанию. Альтман рассматривал возможность продажи ZeniMax на несколько лет и в какой-то момент был близок к сделке с конкурентом Electronic Arts. По состоянию на 2020 год Уивер владел «мизерным капиталом» компаний.
9 марта 2021 года Microsoft официально объявила о закрытии сделки.

## Студии ZeniMax

### Издательство
- Bethesda Softworks

### Разработка
- Arkane Lyon — приобретена в августе 2010 года. Ответственна за серию игр Dishonored; Wolfenstein: Youngblood, Deathloop.
- Bethesda Game Studios — основана в 2001 году. Ответственна за серии игр The Elder Scrolls, Fallout (с 2004 года); Starfield.
  -  Bethesda Game Studios Montrèal — основана в декабре 2015 года. Ответственна за Fallout Shelter и The Elder Scrolls: Blades.
  -  Bethesda Game Studios Austin — преобразована из BattleCry Studios в марте 2018 года. Ответственна за Fallout 76.
  -  Bethesda Game Studios Dallas — преобразована из Escalation Studios в августе 2018 года. Ответственна за The Elder Scrolls V: Skyrim VR и Fallout 4 VR.
- id Software — приобретена в июне 2009 года. Ответственна за серии игр Doom, Quake, Wolfenstein (до 2014 года); Rage, Rage 2.
  -  id Software Frankfürt — основана в августе 2015 года. Ответственна за развитие движка id Tech.
- MachineGames — приобретена в ноябре 2010 года. Ответственна за серию игр Wolfenstein (с 2014 года).
- ZeniMax Online Studios — основана в октябре 2007 года. Ответственна за The Elder Scrolls Online.

### Закрытые
- Alpha Dog Games — приобретена в октябре 2019 года. Закрыта в 2024 году[38].
- Arkane Austin — приобретена в августе 2010 года. Ответственна за Prey (2017) и Redfall. Закрыта в 2024 году[38].
- Roundhouse Studios — основана в ноябре 2019 года. Объединена с ZeniMax Online Studios в 2024 году[38][39].
- Tango Gameworks — приобретена в октябре 2010 года. Ответственна за The Evil Within, The Evil Within 2, GhostWire: Tokyo, Hi-Fi Rush. Закрыта в 2024 году[38].
- e-Nexus Studios[40]
- XL Translab[41] — приобретена в 1997 году компанией Bethesda Softworks, дата прекращения активности неизвестна[42].
- Vir2L Studios — приобретена в 1999 году, неактивна с конца 2010 года.
- Mud Duck Productions — основана в 2002 году, неактивна с 2007 года.